# Panzerregiment 5
Het Panzerregiment 5 was een Duits tankregiment van de Wehrmacht tijdens de Tweede Wereldoorlog.

## Krijgsgeschiedenis
Panzerregiment 5 werd opgericht uit Kampfwagenregiment 1 op 15 oktober 1935 op Oefenterrein Wünsdorf in Wehrkreis III.
Het regiment maakte bij oprichting deel uit van de 3e Pantserdivisie.
Op 12 februari 1941 werd het regiment overgeplaatst naar de nieuw op te richten 5e Lichte Divisie. Deze divisie werd vervolgens op 1 augustus 1941 omgedoopt in 21e Pantserdivisie.
Twee compagnieën, de 3e en 7e, werden ter versterking naar Noord-Afrika gestuurd, maar de beide Italiaanse transportschepen (de Fabio Filzi en Carlo del Greco) werden al in de Golf van Tarente tot zinken gebracht door de Britse onderzeeboot HMS Upright op 13 december 1941 en alle tanks gingen verloren.
Het regiment capituleerde (met de rest van de divisie) bij Tunis aan geallieerde troepen op 12 mei 1943.

## Samenstelling bij mobilisering
- I. Abteilung met 3 compagnieën (1, 2, 4)
- II. Abteilung met 3 compagnieën (5, 6, 8)

## Wijzigingen in samenstelling
Vanaf het begin van de oorlog werd ook de Panzer-Lehr-Abteilung (van het Panzer-Lehr-Regiment) als III. Abteilung ingezet. Op 2 februari 1940 werd de III. Abteilung/Panzer-Lehr-Abteilung afgegeven aan Panzerregiment 33 en daar omgedoopt tot I./Pz.Rgt. 33. 

Op 15 september 1941 werd het regiment uitgebreid tot 8 compagnieën.

Op 13 december 1941 gingen de 3e en 7e compagnie verloren op zeetransport. Deze werden op 6 januari 1943 opnieuw opgericht.

Na de terugtocht uit Libië werd I.Abteilung op 15 januari 1943 opnieuw opgericht.

II.Abteilung werd op 17 januari 1943 afgegeven aan Panzerregiment 8 van de 15e Pantserdivisie en daar omgedoopt tot II./Pz.Reg.8.

Op 6 februari werd Pz.Abt. 190 opgenomen in het regiment en omgedoopt tot II.Abteilung.

## Opmerkingen over schrijfwijze
- Abteilung is in dit geval in het Nederlands een tankbataljon.
- II./Pz.Rgt. 5 = het 2e Tankbataljon van Panzerregiment 5

## Commandanten
| Rang           | Naam                             | Begin            | Eind               |
| -------------- | -------------------------------- | ---------------- | ------------------ |
| Oberst         | Karl Zukertort                   | 15 oktober 1935  | 30 september 1937  |
| Oberstleutnant | Walter Nehring                   | 1 oktober 1937   | 30 juni 1939       |
| Oberstleutnant | Wilhelm Conze                    | 1 juli 1939      | 14 oktober 1939    |
| Oberst         | Hans Freiherr von Funck          | 15 oktober 1939  | 13 november 1940   |
| Oberst         | Dr. Ing. Herbert Olbrich         | 13 november 1940 | 30 april 1941      |
| Major          | Ewald Hohmann                    | 1 mei 1941       | 30 juni 1941       |
| Oberstleutnant | Friedrich Stephan                | 1 juli 1941      | 25 november 1941 † |
| Major          | Werner Mildebrath                | 25 november 1941 | 28 februari 1942   |
| Oberst         | Gerhard Müller                   | 1 maart 1942     | 21 december 1942   |
| Hauptmann      | Ott-Friedrich Senfft von Pilzach | 21 december 1942 | 10 januari 1943    |
| Oberst         | Stenkoff                         | 10 januari 1943  | maart 1943         |
| Hauptmann      | Rohr                             | maart 1943       | april 1943         |

Oberstleutnant Stephan sneuvelde tijdens een luchtaanval.
Panzerregiment 1 · Panzerregiment 2 · Panzerregiment 3 · Panzerregiment 4 · Panzerregiment 5 · Panzerregiment 6 · Panzerregiment 7 · Panzerregiment 8 · Panzerregiment 9 · Panzerregiment 10 · Panzerregiment 11 · Panzerregiment 15 · Panzerregiment 16 · Panzerregiment 17 · Panzerregiment 18 · Panzerregiment 21 · Panzerregiment 22 · Panzerregiment 23 · Panzerregiment 24 · Panzerregiment 25 · Panzerregiment 26 · Panzerregiment 27 · Panzerregiment 28 · Panzerregiment 29 · Panzerregiment 31 · Panzerregiment 33  · Panzerregiment 35 · Panzerregiment 36 · Panzerregiment 39 · Panzerregiment 69 · Panzerregiment 80 · Panzerregiment 100 · Panzerregiment 101 · Panzerregiment 102 · Panzerregiment 116 · Panzerregiment 118 · Panzer-Lehr-Regiment 130 · Panzerregiment 201 · Panzerregiment 202 · Panzerregiment 203 · Panzerregiment 204 · Schweres Panzer-Regiment Bäke · Panzerregiment Brandenburg · Panzerregiment Coburg · Panzerregiment Feldherrnhalle · Panzerregiment Feldherrnhalle 2 · Panzerregiment Hermann Göring · Panzerregiment Großdeutschland · Panzerregiment Kurmark · Panzerregiment von Lauchert · Panzerregiment Major Rettemeier · Fallschirm-Panzerregiment 1 · Fallschirm-Panzerregiment 21 · SS-Panzerregiment 1 LSSAH · SS-Panzerregiment 2 · SS-Panzerregiment 3 · SS-Panzerregiment 5 · SS-Panzerregiment 9 · SS-Panzerregiment 10 · SS-Panzerregiment 11 · SS-Panzerregiment 12